# 이청해
이청해(1948년 서울 ~ )는 대한민국의 소설가이다. 1991년 문학사상을 통해 등단했다.

## 주요 작품
- 장편소설 《막다른 골목에서 솟아오르다》, 《오로라의 환상》,《초록빛 아침》, 《아비뇽의 여자들》
- 중편소설 《체리브라썸》
- 소설집 《빗소리》, 《숭어》, 《플라타너스 꽃》, 《장미회 제명사건》